# Nikołaj Łunin
Nikołaj Aleksandrowicz Łunin (ros. Никола́й Алекса́ндрович Лу́нин; ur. 8 sierpnia?/21 sierpnia 1907 w Odessie, zm. 17 listopada 1970 w Leningradzie) – radziecki kontradmirał, Bohater Związku Radzieckiego (1942).

## Życiorys
Dzieciństwo i młodość spędził w Mariupolu, gdzie skończył szkołę, w 1929 skończył technikum politechniczne w Rostowie nad Donem, od 1928 należał do partii komunistycznej. Od sierpnia 1930 do listopada 1931 odbywał służbę w Północnokaukaskim Okręgu Wojskowym, potem został dziekanem Odeskiego Instytutu Inżynierów Transportu Wodnego, następnie pływał na statku jako pomocnik, starszy pomocnik kapitana i kapitan, a od października 1935 służył w Marynarce Wojennej ZSRR. Służył na okrętach podwodnych we Flocie Bałtyckiej i Flocie Północnej. W październiku 1938 został aresztowany podczas „czystek” stalinowskich w Armii Czerwonej i usunięty ze służby, po czym 27 listopada 1939 zrehabilitowany i 9 grudnia 1939 przywrócony do służby. W kwietniu 1940 został dowódcą okrętu podwodnego Szcz-421 Floty Północnej.
Od czerwca 1941 brał udział w wojnie z Niemcami. Do lutego 1942 dowodzony przez niego okręt podwodny wykonał 5 patroli bojowych. Od lutego 1942 został dowódcą dużego okrętu podwodnego K-21 typu K, którym pozostawał do listopada 1943. 5 lipca 1942 wykonał atak na niemiecki pancernik „Tirpitz”, lecz niecelnie (późniejsza propaganda radziecka oficjalnie twierdziła o uszkodzeniu pancernika). Łącznie w czasie wojny wykonał 12 patroli bojowych i 13 ataków torpedowych oraz 4 operacje stawiania min (zużywając 47 torped). Od listopada 1943 do marca 1944 dowodził 1. dywizjonem okrętów podwodnych Floty Północnej. W latach 1944–1946 studiował w Akademii Wojskowej im. Woroszyłowa. Od listopada 1946 do czerwca 1946 był szefem sztabu szkolnej brygady okrętów podwodnych, później dowódcą dywizjonu, a od czerwca 1949 do 1950 dowódcą brygady łodzi podwodnych, później pracował w centrali Marynarki Wojennej ZSRR w Leningradzie, gdzie m.in. 1957-1958 był szefem Wydziału 11 Marynarki Wojennej ZSRR, 18 lutego 1958 otrzymał stopień kontradmirała. Był deputowanym do Rady Najwyższej ZSRR 2 kadencji (1946-1950). Jego imieniem nazwano szkołę w Murmańsku i wiele ulic oraz okręt szkolny „Admirał Łunin”.
Zatopił na pewno 2 statki o łącznym tonażu 2975 BRT oraz barkas motorowy o pojemności 10 ton ogniem artylerii.

## Odznaczenia
- Złota Gwiazda Bohatera Związku Radzieckiego (3 kwietnia 1942)[2]
- Order Lenina (dwukrotnie - 15 grudnia 1941 i 3 kwietnia 1942)
- Order Czerwonego Sztandaru (trzykrotnie - 2 czerwca 1942, 24 sierpnia 1942 i 1955)
- Order Uszakowa II klasy (8 maja 1944)
- Order Wojny Ojczyźnianej I klasy (20 czerwca 1943)
- Order Czerwonej Gwiazdy (1951)
- Medal „Za zasługi bojowe” (3 listopada 1944)
- Order Imperium Brytyjskiego IV klasy (1944)

I inne.